# IC 5146
IC 5146 (còn có tên gọi khác là Caldwell 19, Sh 2-125 và Tinh vân Kén) là tên của một tinh vân phản xạ/phát xạ nằm trong chòm Thiên Nga. Theo diễn tả của NGC thì nó là một cụm tinh vân sáng và tối có những ngôi sao có cấp sao biểu kiến là 9,5. Ngoài ra, tinh vân này còn được biết đến với tên là Collinder 470 có cấp sao biểu kiến là +10.0/+9.3/+7.2. Vị trí của nó gần một ngôi sao có thể nhìn thấy bằng mắt thường là Pi Cygni, cụm sao mở NGC 7209 nằm trong chòm sao Hiết Hổ và cụm sao mở sáng Messier 39. Khoảng cách của chúng ta với tinh vân này là 4000 năm ánh sáng, ngôi sao trung tâm mà thắp sáng cái tinh vân này đã được hình thành cách đây 100000 năm trước. Nó rộng xấp xỉ 15 năm ánh sáng.
Khi quan sát IC 5146, tinh vân tối Barnard 168 (B168) là thiên thể nằm trong đường ngắm khi quan sát IC 5146, do tạo thành một đường tối bao quanh cụm và các thiên thể phía tây tạo thành sự xuất hiện của một vệt phía sau IC 5146.
IC 5146 là khu vực có sự hình thành sao đang diễn ra. Khi quan sát bằng kính viễn vọng Không gian Spitzer và tại đài quan sát Chandra X-ray, các nhà thiên văn học đã phát hiện nhiều ngôi sao mới. Trong đó ngôi sao có khối lượng lớn nhất là BD +46 3471, một ngôi sao lớp B có khối lượng xấp xỉ 14 ± 4 lần khối lượng mặt trời.